# Californie du Sud
Pour les articles homonymes, voir Californie (homonymie).
Ne doit pas être confondu avec Basse-Californie (État).
La Californie du Sud (en anglais : Southern California, SoCal ou Southland et en  espagnol Sur de California) est le nom donné à la mégalopole et région environnante qui occupe la partie sud de l'État de Californie. Cependant, ces dernières années, même des villes se situant en dehors de l'État, comme Phoenix (Arizona), Las Vegas (Nevada) et Tijuana (Mexique), tendent à être désignées comme faisant partie de la mégalopole. Si ces villes y étaient incluses, la Californie du Sud serait la région la plus peuplée des États-Unis avec environ 30 millions d'habitants, soit près de 10 % de la population totale. Elle constitue la seconde région la plus urbanisée du pays après BosWash.
Il n'y a pas de frontières claires ou exactes de cette région, les habitants s'appuient sur le relief et les caractéristiques géographiques pour les établir. À l'ouest, l'océan Pacifique, au sud, la frontière internationale entre les États-Unis et le Mexique, à l'est les déserts des Mojaves et de Sonora et au nord la chaîne des Tehachapi, située à 110 km au nord de Los Angeles, délimitent la région.

## Importance de la région

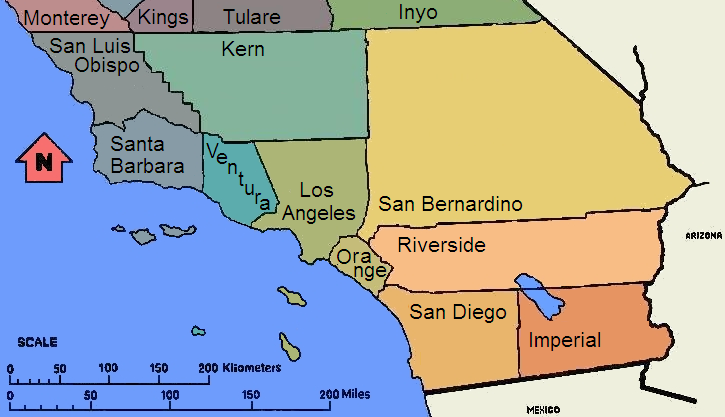
Carte des dix comtés de la Californie du Sud.

Deux villes mondiales se trouvent en Californie du Sud : Los Angeles, considérée comme la « capitale » de la région, et San Diego au sud. La région accueille l'aéroport international de Los Angeles, le troisième aéroport le plus actif des États-Unis, et les port de Los Angeles et de Long Beach, le plus important du pays.
Plusieurs universités parmi les plus prestigieuses du monde se trouvent aussi dans la région, comme l'université de Californie à Los Angeles, l'université de Californie du Sud, Loyola Marymount, Claremont Consortium of Colleges, université Pepperdine, California Institute of Technology, cinq campus de l'université de Californie  (San Diego, Irvine, Riverside, Santa Barbara, ainsi que le campus précédemment mentionné de l'UCLA) et onze campus de l'université d'État de Californie. L'expression populaire « Tech Coast » est utilisée pour décrire la technologie et l'industrie diversifiées de la région ainsi que la multitude d'universités de recherche et d'institutions qui y sont installées.
La Californie du sud est la capitale mondiale du cinéma, de la télévision et de l'enregistrement musical, puisqu'elle abrite Hollywood et est le siège de nombreuses compagnies : ABC, Sony Pictures Entertainment, 20th Century Fox, Warner Bros., DreamWorks SKG, Walt Disney Company, et d'autres.
C'est également un centre important au niveau du sport (siège de Fox Sports Net). Parmi les nombreuses équipes de la région, on peut citer les franchises suivantes : Lakers de Los Angeles, Clippers de Los Angeles, Dodgers de Los Angeles, Angels de Los Angeles d'Anaheim, Padres de San Diego, Kings de Los Angeles, Ducks d'Anaheim, Galaxy de Los Angeles, Club Deportivo Chivas USA, et Chargers de San Diego.
Avec des habitants venant des quatre coins du monde, la Californie du sud est pionnière dans l'apparition de nombreuses sous-cultures, par exemple le mouvement hippie, et de nouveaux genres musicaux comme le punk hardcore. L'ensemble possède une très forte influence sur le monde entier.

## Géographie

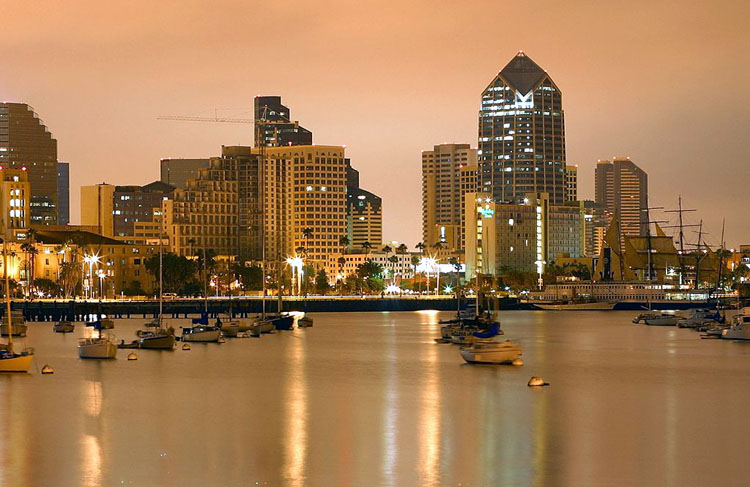
Centre-ville de San Diego.

La Californie du sud est composée d'une part par un environnement urbain marqué par la succession de communautés peu denses et très étendues reliées par des axes routiers majeurs où prédomine l'automobile, d'autre part par d'importantes régions arides non développées.

### Les comtés
Au sud des San Gabriel mountains:
- Comté d'Imperial
- Comté de San Diego
- Comté de Riverside
- Comté d'Orange
- Comté de Los Angeles
- Comté de San Bernardino
- Comté de Ventura

Au nord des San Gabriel mountains:
- Des parties du comté de Los Angeles
- Comté de Santa Barbara
- Comté de San Luis Obispo
- Comté de Kern

Les comtés de Santa Barbara, San Luis Obispo, et Ventura font aussi partie de la côte centrale californienne.

### Villes principales
Toutes les informations concernant la population sont issues des estimations de 2014 établies par l'État de Californie.
- Anaheim : 346 997
- Bakersfield : 368 759
- Burbank : 105 368
- Chula Vista : 260 988
- Fontana : 204 950
- Garden Grove : 175 078
- Glendale : 200 167
- Huntington Beach : 200 809
- Irvine : 248 531
- Long Beach : 473 577
- Los Angeles : 3 928 364
- Moreno Valley : 202 976
- Oceanside : 174 558
- Ontario : 169 089
- Oxnard : 205 437
- Palmdale : 159 279
- Rancho Cucamonga : 174 305
- Riverside : 319 504
- San Bernardino : 215 213
- San Diego :  1 381 069
- Santa Ana : 334 909
- Santa Clarita : 181 557

## Démographie
Selon le recensement de 2010, la Californie du Sud compte 20 972 319 habitants, parmi lesquels 35,13 % s’identifient comme Blancs non hispaniques, 43,01 % comme Hispaniques ou Latino-Américains, 12,09 % comme Asio-Américains, 6,77 % comme Afro-Américains et 4,62 % comme appartenant à une autre race ou à plusieurs d'entre elles.

## Transport en Californie du sud

### Aéroports principaux
- Aéroport Bob-Hope
- Aéroport de Van Nuys
- Aéroport international de Los Angeles
- Aéroport international de San Diego
- Aéroport international d'Ontario
- Aéroport international John-Wayne

### Réseau autoroutier
Voir aussi : Transport à Los Angeles, Transport à San Diego
Interstate highways
- Golden State Freeway/Santa Ana Freeway/San Diego Freeway/Montgomery Freeway (Interstate 5)
- Ocean Beach Freeway/Mission Valley Freeway (Interstate 8)
- Santa Monica (Rosa Parks) Freeway/Golden State Freeway/San Bernardino Freeway (Interstate 10)
- Mojave Freeway/Barstow Freeway/Ontario Freeway/Corona Freeway/Temecula Valley Freeway/Escondido Freeway (Interstate 15)
- Century (Glenn Anderson) Freeway (Interstate 105)
- Harbor Freeway (Interstate 110)
- Foothill Freeway (Interstate 210)
- Barstow Freeway/San Bernardino Freeway/Moreno Valley Freeway/Escondido Freeway (Interstate 215)
- San Diego Freeway (Interstate 405)
- San Gabriel River Freeway (Interstate 605)
- Long Beach Freeway (Interstate 710)
- Jacob Dekema Freeway (Interstate 805)
- Interstate 905

U.S. Highways
Note: les routes en italiques ne sont pas des autoroutes
- Ventura Freeway/Hollywood Freeway/Santa Ana Freeway (U.S. Route 101)
- Pacific Coast Highway (PCH)/Lincoln Boulevard/Sepulveda Boulevard/Oxnard Boulevard/Coast Highway/Camino las Ramblas (California State Route 1)
- Angeles Crest Highway/Glendale Freeway/Santa Monica Boulevard (California State Route 2)
- Antelope Valley Freeway (California State Route 14)
- Rosemead Boulevard/Lakewood Boulevard
- Seventh Street/Garden Grove Freeway (California State Route 22)
- Decker Road/Mulholland Highway/Westlake Boulevard
- Topanga Canyon Boulevard
- Highland Avenue
- Ojai Freeway (California State Route 33)
- San Gabriel Canyon Road/Azusa Avenue/Beach Boulevard
- Manchester Boulevard
- Terminal Island Freeway/Seaside Avenue/Pont Vincent-Thomas
- Soledad Freeway
- South Bay Freeway/2nd Street
- Costa Mesa Freeway/Newport Boulevard (California State Route 55)
- Orange Freeway (California State Route 57)
- Pomona Freeway/Moreno Valley Freeway (California State Route 60)
- Foothill Boulevard
- Julian Road/San Vicente Freeway
- Corona Expressway/Chino Valley Freeway (California State Route 71)
- Firestone Boulevard/Whittier Boulevard
- San Joaquin Hills Transportation Corridor (toll road) (California State Route 73)
- Ortega Highway/Palms to Pines Highway (California State Route 74)
- San Diego-Coronado Bridge/Silver Strand Boulevard
- Mission Avenue/Pala Road/Cuyamaca Highway
- unnamed freeway/San Pasqual Valley Road
- Winchester Road
- Euclid Avenue
- unnamed highway
- Marina Freeway/Imperial Highway/Richard Nixon Freeway (California State Route 90)
- Artesia Boulevard/Gardena Freeway/Artesia Freeway/Riverside Freeway (California State Route 91)
- Martin Luther King Jr. Freeway/Campo Road
- Hawthorne Boulevard
- Pasadena Freeway (California State Route 110)
- unnamed highway
- Ronald Reagan Freeway (California State Route 118)
- unnamed freeway  (California State Route 125)
- Santa Paula Freeway (California State Route 126)
- Eastern Transportation Corridor (toll road)/Laguna Canyon Road (California State Route 133)
- Ventura Freeway (California State Route 134)
- Carbon Canyon Road
- Cabrillo Freeway (California State Route 163)
- Hollywood Freeway/Highland Avenue (California State Route 170)
- Catalina Boulevard/Canon Street/Rosecrans Street
- Western Avenue
- Foothill/Eastern Transportation Corridor (toll road) (California State Route 241)
- Balboa Avenue
- 3rd/4th Street
- Cahuilla Road
- Otay Mesa Freeway/Otay Mesa Road I-905 once CA SR 125 is complete

### Principaux réseaux detransport en commun
- Metrolink
- Los Angeles County Metropolitan Transportation Authority, ou Metro
- Le trolley de San Diego trolley et la MTS du comté de San Diego
- Orange County Transportation Authority
- OmniTrans (Comté de San Bernardino)
- MTD à Santa Barbara
- South Coast Area Transit (Comté de Ventura)
- North County Transit District
- San Diego Coaster